# 北島吉章
北島 吉章（きたじま よしあき、1979年4月28日 - ）は、日本の元陸上競技選手。静岡県静岡市出身。帝京大学文学部史学科卒業。

## 経歴
高校は常葉大学附属橘高等学校出身。

### 大学時代
1年時の1月に開催された第75回箱根駅伝では7区を走ったが区間最下位に終わり、帝京大も2年連続で最下位でのフィニッシュとなった。
2年時の10月に行われた第76回箱根駅伝予選会では法政大・坪田智夫を抑えて日本人2位の個人4位でフィニッシュ（帝京大・中崎幸伸が日本人1位）。このレースで1時間を切った日本人選手は5人だったが、その内3人が帝京大の選手という圧倒的な強さを見せて初の首位通過を果たした。
1月の第76回箱根駅伝では3区を任される。5位で襷を受けると序盤から区間記録を上回るペースで早稲田大を抜く。その後も優勝候補の順天堂大、駒澤大を抜き、2位に浮上。区間記録には届かなかったものの1時間03分16秒を記録し、帝京大学史上初の区間賞を獲得した。帝京大はその後も4区で一時トップに立つなど上位争いを繰り広げて4位に入り、出場3回目で初のシード権を獲得した。
3年時の第77回箱根駅伝では再び3区を担当。強烈な向かい風のため記録は伸びなかったが、1時間07分45秒の記録をマークし、2年連続の区間賞を獲得した。

## 戦績・記録

### 主な戦績
| 年     | 大会                                   | 種目           | 順位   | 記録          |
| ------ | -------------------------------------- | -------------- | ------ | ------------- |
| 1998年 | 第102回日本体育大学長距離競技会        | 5000m          |        | 15分24秒5     |
| 1998年 | 第12回東日本実業団長距離記録会         | 5000m          |        | 15分52秒6     |
| 1998年 | 第108回日本体育大学長距離競技会        | 10000m         |        | 30分07秒4     |
| 1998年 | 鴻巣ナイター陸上                       | 10000m         |        | 29分53秒21    |
| 1998年 | 第75回東京箱根間往復大学駅伝競走予選会 | 20km           | 34位   | 1時間01分57秒 |
| 1998年 | 第21回府中多摩川マラソン               | ハーフマラソン |        | 1時間07分54秒 |
| 1999年 | 第18回立川ハーフマラソン               | ハーフマラソン | 4位    | 1時間05分06秒 |
| 1999年 | 第115回日本体育大学長距離競技会        | 10000m         |        | 29分32秒9     |
| 1999年 | 第8回関東学生競技会                    | 5000m          |        | 14分08秒1     |
| 1999年 | 第78回関東学生陸上競技対校選手権大会   | 5000m          | 7位    | 14分09秒3     |
| 1999年 | 第10回ゴールデンゲームズinのべおか     | 5000m          |        | 14分04秒1     |
| 1999年 | 第31回全日本大学駅伝関東地区選考会     | 10000m         | 組13位 | 29分44秒44    |
| 1999年 | 第68回日本学生陸上競技対校選手権大会   | 10000m         | 6位    | 29分53秒6     |
| 1999年 | 第76回東京箱根間往復大学駅伝競走予選会 | 20km           | 4位    | 59分34秒      |
| 2000年 | 第25回静岡駿府ハーフマラソン           | ハーフマラソン | 1位    | 1時間04分07秒 |
| 2000年 | 第124回日本体育大学長距離競技会        | 10000m         |        | 28分58秒1     |
| 2000年 | 延岡記録会                             | 5000m          |        | 13分53秒57    |
| 2000年 | 第79回関東学生陸上競技対校選手権大会   | 10000m         | 9位    | 29分26秒3     |
| 2000年 | 第79回関東学生陸上競技対校選手権大会   | 5000m          | 8位    | 14分19秒7     |
| 2000年 | 第32回全日本大学駅伝関東地区選考会     | 10000m         | 組6位  | 28分55秒79    |
| 2000年 | 鴻巣ナイター陸上                       | 10000m         |        | 29分38秒9     |
| 2001年 | 第132回日本体育大学長距離競技会        | 10000m         |        | 29分36秒5     |
| 2001年 | 第33回全日本大学駅伝関東地区選考会     | 10000m         | 組5位  | 29分59秒98    |
| 2001年 | 第70回日本学生陸上競技対校選手権大会   | 5000m          | 17位   | 14分12秒75    |

### 大学三大駅伝戦績
| 学年               | 出雲駅伝                     | 全日本大学駅伝              | 箱根駅伝                          |
| ------------------ | ---------------------------- | --------------------------- | --------------------------------- |
| 1年生 （1998年度） | 第10回 不出場                | 第30回 不出場               | 第75回 7区-区間15位 1時間08分40秒 |
| 2年生 （1999年度） | 第11回 不出場                | 第31回 不出場               | 第76回 3区-区間賞 1時間03分16秒   |
| 3年生 （2000年度） | 第12回 2区-区間3位 17分14秒  | 第32回 不出場               | 第77回 3区-区間賞 1時間07分45秒   |
| 4年生 （2001年度） | 第13回 3区-区間10位 26分35秒 | 第33回 4区-区間9位 41分44秒 | 第78回 1区-区間8位 1時間04分36秒  |

## 自己ベスト
- 5000m - 13分53秒57（2000年5月3日：延岡記録会）
- 10000m - 28分55秒79（2000年6月10日：第32回全日本大学駅伝関東地区選考会）
- 20km - 59分34秒（1999年10月24日：第76回東京箱根間往復大学駅伝競走予選会）
- ハーフマラソン - 1時間04分07秒（2000年3月5日：第25回静岡駿府ハーフマラソン）